# Pietra sperone

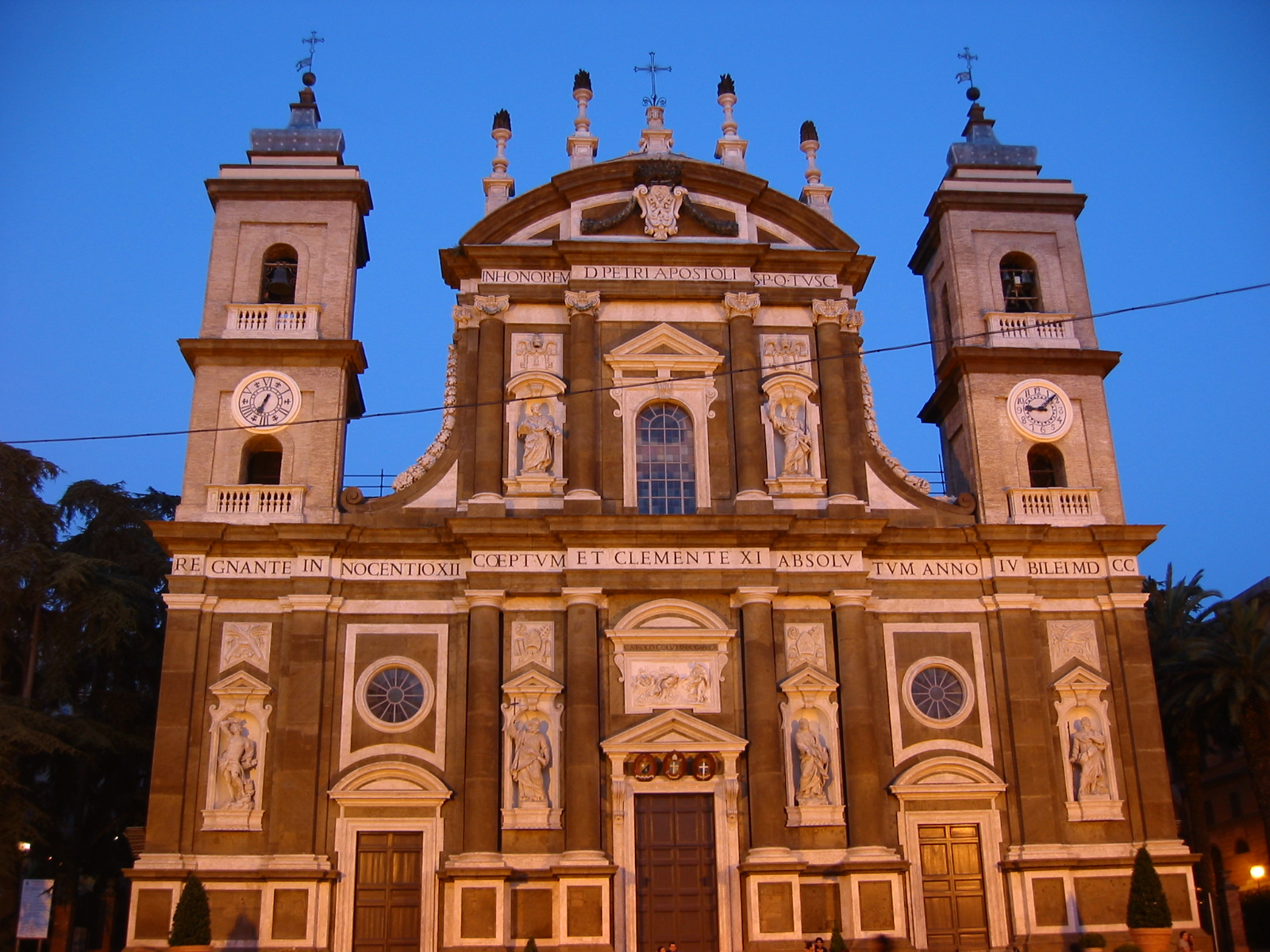
La Cattedrale di San Pietro a Frascati, la cui facciata è stata realizzata in pietra sperone e travertino

La pietra sperone del Tuscolo è un materiale costruttivo molto utilizzato nell'area dei Castelli Romani e di Roma, simile al tufo, con dei colori che vanno dal marrone, al sabbia, fino al giallo paglierino grazie alla presenza interna di formazioni cristalline che producono delle venature particolari e delle sfumature tipiche.  
Chiamato anticamente dai Romani lapis Gabinum o lapis Tusculanus, trae nome dall'altura del Tuscolo, nei Colli Albani, attorno a cui si concentrava l'attività estrattiva di questo materiale. La cava più famosa di pietra sperone era situata alle pendici di Monte Salomone, in comune di Monte Compatri, attiva fino alla fine degli anni '70. 
In pietra sperone sono state realizzate numerose costruzioni monumentali: la facciata della Cattedrale di San Pietro a Frascati, numerose parti architettoniche delle ville tuscolane come Villa Mondragone, il teatro romano dell'antica Tusculum, la chiesa di San Gregorio Magno a Monte Porzio Catone, la facciata dell'ex Palazzo delle Corporazioni (ora Ministero dello Sviluppo Economico) e altri edifici governativi realizzati durante l'epoca fascista a Roma.